# Veytal
Veytal war eine Gemeinde in Nordrhein-Westfalen, Deutschland. Sie bestand vom 1. Juli 1969 bis zum 31. Dezember 1971 und gehörte zum Kreis Euskirchen.

## Geschichte
Durch das Gesetz zur Neugliederung des Landkreises Euskirchen wurden am 1. Juli 1969 die bisherigen Gemeinden Antweiler, Kommern, Lessenich-Rißdorf, Obergartzem, Satzvey-Firmenich, Schwerfen, Wachendorf und Weiler am Berge zur neuen Gemeinde Veytal zusammengeschlossen.
Mit dem Aachen-Gesetz vom 14. Dezember 1971 wurde am 1. Januar 1972 der Kreis Schleiden in den Kreis Euskirchen eingegliedert. Zum gleichen Zeitpunkt wurde die Gemeinde Veytal (mit Ausnahme des Ortsteils Schwerfen, der zur Stadt Zülpich kam) in die Gemeinde (heute Stadt) Mechernich eingegliedert.